# جيم لوفل
جيم لوفل  (بالإنجليزية: Jim Lovell) أو جيمس آرثر لوفل  رائد فضاء متقاعد من ناسا . وُلد في 25 مارس 1928 في مدينة كليفلاند بولاية أوهايو بالولايات المتحدة الأمريكية ، وكان في البحرية الأمريكية قبل التحاقه كرائد للفضاء بناسا. وهو معروف بقيادته رحلة أبولو 13 إلى القمر التي تعرضت مركبة الفضاء خلال رحلة الذهاب إلى القمر بانفجار اضطرهم لقطع الرحلة والعودة سالمين إلى الأرض ، وقد استطاعوا العودة عن طريق تكملة الذهاب إلى القمر، والدوران حوله ثم اتخاذ مسار عودتهم إلى الأرض . ببل ذلك قد اختارته ناسا قبطانا لمركبة الفضاء خلال رحلة أبولو 8 ، وهي أول رحلة
يقوم بها الإنسان للدوران حول القمر . كان يصاحبهُ خلال تلك الرحلة فرانك بورمان وبل اندرس . وحاز لوفل على عدة ميداليات تقديرية لما قام بهِ من نشاط نحو استكشاف الفضاء.

## الوفاة
توفّي جيم لوفل في 7 أغسطس 2025 عن عمر ناهز 97 عام .

## اقرأ أيضا
- نيل أرمسترونج
- بز ألدرن
- مايكل كولينز
- يوجين سيرنان
- جون يونغ

## وصلات خارجية
- جيم لوفل على موقع IMDb (الإنجليزية)
- جيم لوفل على موقع الموسوعة البريطانية (الإنجليزية)
- جيم لوفل على موقع مونزينجر (الألمانية)
- جيم لوفل على موقع قاعدة بيانات الأفلام العربية
- جيم لوفل على موقع ألو سيني (الفرنسية)
- جيم لوفل على موقع ميوزك برينز (الإنجليزية)
- جيم لوفل على موقع قاعدة بيانات الأفلام السويدية (السويدية)
- جيم لوفل على موقع إن إن دي بي (الإنجليزية)
- جيم لوفل على موقع ديسكوغز (الإنجليزية)
- جيم لوفل على موقع قاعدة بيانات الفيلم (الإنجليزية)